# Ravenoville
Ravenoville est une ancienne commune française du département de la Manche et de la région Normandie, peuplée de 232 habitants, devenue une commune déléguée au sein de la commune nouvelle de Sainte-Mère-Église depuis le 1er janvier 2019.

## Géographie
| Azeville, Saint-Marcouf                                                      | Saint-Marcouf                                  | Mer de la Manche                               |
| Fresville                                                                    | Ravenoville                                    | Mer de la Manche                               |
| Sainte-Mère-Église (comm. dél. de Beuzeville-au-Plain et Sainte-Mère-Église) | Sainte-Mère-Église (comm. dél. de Foucarville) | Sainte-Mère-Église (comm. dél. de Foucarville) |

## Urbanisme
Ravenoville est divisé en deux bourgs : Ravenoville-Bourg et Ravenoville-Plage. Une route sinueuse d'environ deux kilomètres parmi le bocage normand les relie.

## Toponymie
Le nom de la localité est attesté sous les formes Ravenovilla en 1164, Ravenouvilla vers 1280, Ravenotivilla sans date.
Le premier élément, raven, dérive peut-être du vieux norrois hrafn, « corbeau » (ravn en danois, raven en anglais).
Le gentilé est Ravenovillais.

## Histoire

### Moyen Âge
Au XIIe siècle, la paroisse relevait de l'honneur de La Haye.
En 1452, Colin III Basan hérite des fiefs de Ravenoville, Gatteville, Carneville, Virandeville et de la vavassorie de Beaurepaire.
En 1458, comme déclaré par l'abbé de Fécamp, la paroisse, sis en la vicomté de Valognes, au bailliage de Cotentin était la possession de l'abbaye : « Item au baillage de Caen, (nous avons), la baronnie, terre et seigneurie d'Argences, lasquelle Baronnie s'estend au bailliage du Costentin, en la viconté de Valognes, aux paroisses de Quettehou, de Saint Vaast, de Ravenoville, de Beuzeville, de Digoville, de Montaigu et d'Illec Environ… ».

### Temps modernes
En 1519, Jacques du Prael, écuyer, est qualifié de seigneur de Ravenoville et de Morsalines.
En 1621, Hervé Blondel, sieur de Ravenoville, était en possession du château de Banville (Catz).
Jacques Asselin (XVIIe siècle) et son fils, Jean-Baptiste (XVIIIe siècle), furent tous les deux seigneurs de Ravenoville et du Loreur, et, servirent dans la compagnie des gendarmes de la garde du Roi et furent faits chevaliers de Saint-Louis. 

### Révolution française et Empire
En 1789, le village avait pour seigneur Chrétien François de Lamoignon.

### Époque contemporaine
Ravenoville, proche de la plage d'Utah Beach, a vécu dans la nuit du 5 au 6 juin 1944 et toute la journée du 6, le débarquement des Alliés.

## Politique et administration

### Liste des maires

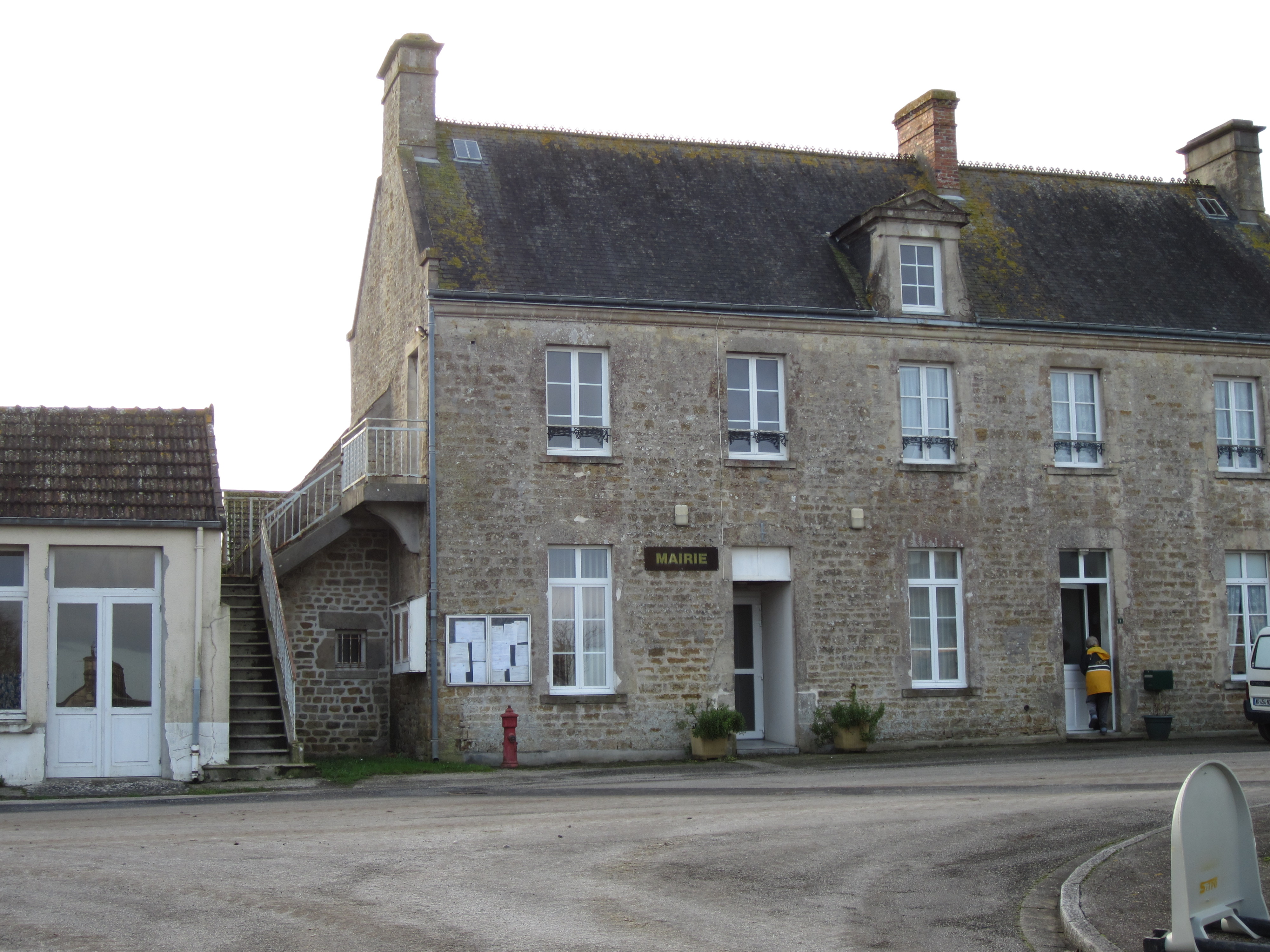
La mairie.

| Période                                  | Période       | Identité       | Étiquette | Qualité     |
| ---------------------------------------- | ------------- | -------------- | --------- | ----------- |
| 1968                                     | 1989          | Jean Ribet     |           |             |
| 1989                                     | 1995          | Bernard Aubril | DVD       |             |
| Juin 1995                                | décembre 2018 | Pierre Aubril  | SE        | Agriculteur |
| Les données manquantes sont à compléter. |               |                |           |             |

| Période                                  | Période  | Identité      | Étiquette | Qualité     |
| ---------------------------------------- | -------- | ------------- | --------- | ----------- |
| janvier 2019                             | En cours | Pierre Aubril | SE        | Agriculteur |
| Les données manquantes sont à compléter. |          |               |           |             |

### Tendances politiques
Élections présidentielles, résultats des deuxièmes tours
- élection présidentielle de 2017 [10] : 61,05 % pour Emmanuel Macron (En Marche, élu), 38,95 % pour Marine Le Pen (FN), 78,28% de participation.
- élection présidentielle de 2012 [11] : 67,49 % pour Nicolas Sarkozy (UMP), 32,51 % pour François Hollande (PS, élu), 86,69 % de participation.
- élection présidentielle de 2007 [12] : 24,02 % pour Ségolène Royal (PS), 75,98 % pour Nicolas Sarkozy (UMP, élu), 89,47 % de participation.
- élection présidentielle de 2002 [13] : 79,88 % pour Jacques Chirac (RPR, élu), 20,12 % pour Jean-Marie Le Pen (FN), 84,11 % de participation.

Élections législatives, résultats des deuxièmes tours
- élections législatives de 2017 [14] : 60,99% Pour Philippe Gosselin (Les républicains, élu), 39,01% Benoite Nouet (La république en marche), 59,18% de participation.
- élections législatives de 2012 [15] : 63,64 % pour Philippe Gosselin (UMP, élu), 36,36 % Christine Le Coz (PS), 57,66 % de participation.
- élections législatives de 2007 [16] : 68,18 % pour Claude Gatignol (UMP, élu), 31,82 % Yveline Druez (PS), 66,51 % de participation.
- élections législatives de 2002 [17] : 75,57 % pour Claude Gatignol (UMP), 24,43 % pour Alain Labbé (communiste), 65,73 % de participation.

Élections européennes, résultats des deux meilleurs scores
- élections européennes de 2009[18] : 37,08 % pour Dominique Riquet (UMP), 16,85 % pour Hélène Flautre (Europe Écologie), 42,15 % de participation.
- élections européennes de 2004[19] : 29,41 % pour Tokia Saïfi (UMP), 16,47 % pour Didier Vergy (LCP), 16,47 % Jean-Louis Bourlanges (LUDP), 41,47 % de participation.

Élections régionales
- élections régionales de 2010 [20] : 64,89 % pour Jean-François Le Grand (LMAJ), 35,11 % pour Laurent Beauvais (LUG), 58,67 % de participation.
- élections régionales de 2004 [21] : 27,27 % pour Philippe Duron (PS), 52,27 % pour René Garrec (UMP), 20,45 % pour Fernand Le Rachinel (Front national), 66,20 % de participation.

Élections cantonales
- élections cantonales de 2011 : Canton de Sainte-Mère-Église [22] 36,97 % pour Élisabeth Aubert (SOC), 63,03 % pour Marc Lefèvre (DVD), 55,65 % de participation
- élections cantonales de 2004 : Canton de Sainte-Mère-Église [23] 30,08 % pour Élisabeth Aubert (SOC), 69,92 % pour Marc Lefèvre (DVD), 66,20 % de participation

Élections référendaires
- Référendum de 2005 relatif au traité établissant une Constitution pour l’Europe[24] : 56,93 % pour le oui, 43,07 % pour le non, 68,57 % de participation.
- Référendum de 1992 relatif au traité de Maastricht[25] : 44,65 % pour le oui, 55,35 % pour le non, 73,87 % de participation.

## Population et société
Ravenoville dépend de Sainte-Mère-Église, que ce soit au niveau de l'éducation (pour ses écoles), de la santé (pharmacie, médecin, vétérinaire) ou du commerce.

### Démographie
L'évolution du nombre d'habitants est connue à travers les recensements de la population effectués dans la commune depuis 1793. À partir du 1er janvier 2009, les populations légales des communes sont publiées annuellement dans le cadre d'un recensement qui repose désormais sur une collecte d'information annuelle, concernant successivement tous les territoires communaux au cours d'une période de cinq ans. 
Pour les communes de moins de 10 000 habitants, une enquête de recensement portant sur toute la population est réalisée tous les cinq ans, les populations légales des années intermédiaires étant quant à elles estimées par interpolation ou extrapolation. Pour la commune, le premier recensement exhaustif entrant dans le cadre du nouveau dispositif a été réalisé en 2006,.
En 2021, la commune comptait 232 habitants, en évolution de −9,38 % par rapport à 2015 (Manche : +0,44 %, France hors Mayotte : +2,49 %).
| 1793 | 1800 | 1806 | 1821 | 1831 | 1836 | 1841 | 1846 | 1851 |
| ---- | ---- | ---- | ---- | ---- | ---- | ---- | ---- | ---- |
| 501  | 440  | 549  | 579  | 601  | 614  | 650  | 673  | 665  |

| 1856 | 1861 | 1866 | 1872 | 1876 | 1881 | 1886 | 1891 | 1896 |
| ---- | ---- | ---- | ---- | ---- | ---- | ---- | ---- | ---- |
| 600  | 641  | 670  | 639  | 600  | 565  | 548  | 518  | 525  |

| 1901 | 1906 | 1911 | 1921 | 1926 | 1931 | 1936 | 1946 | 1954 |
| ---- | ---- | ---- | ---- | ---- | ---- | ---- | ---- | ---- |
| 510  | 463  | 451  | 408  | 432  | 403  | 433  | 417  | 443  |

| 1962 | 1968 | 1975 | 1982 | 1990 | 1999 | 2006 | 2011 | 2016 |
| ---- | ---- | ---- | ---- | ---- | ---- | ---- | ---- | ---- |
| 428  | 405  | 392  | 330  | 251  | 252  | 245  | 265  | 254  |

| 2019 | - | - | - | - | - | - | - | - |
| ---- | - | - | - | - | - | - | - | - |
| 254  | - | - | - | - | - | - | - | - |

## Économie
La commune se situe dans la zone géographique des appellations d'origine protégée (AOP) Beurre d'Isigny et Crème d'Isigny.
Depuis février 2010, Ravenoville forme avec Sainte-Mère-Église et Sainte-Marie-du-Mont un groupement de « communes touristiques ».
Ravenoville accueille les touristes dans l'un de ses deux campings, dans ses gîtes ou pour les camping-cars sur un parking près de la mer.

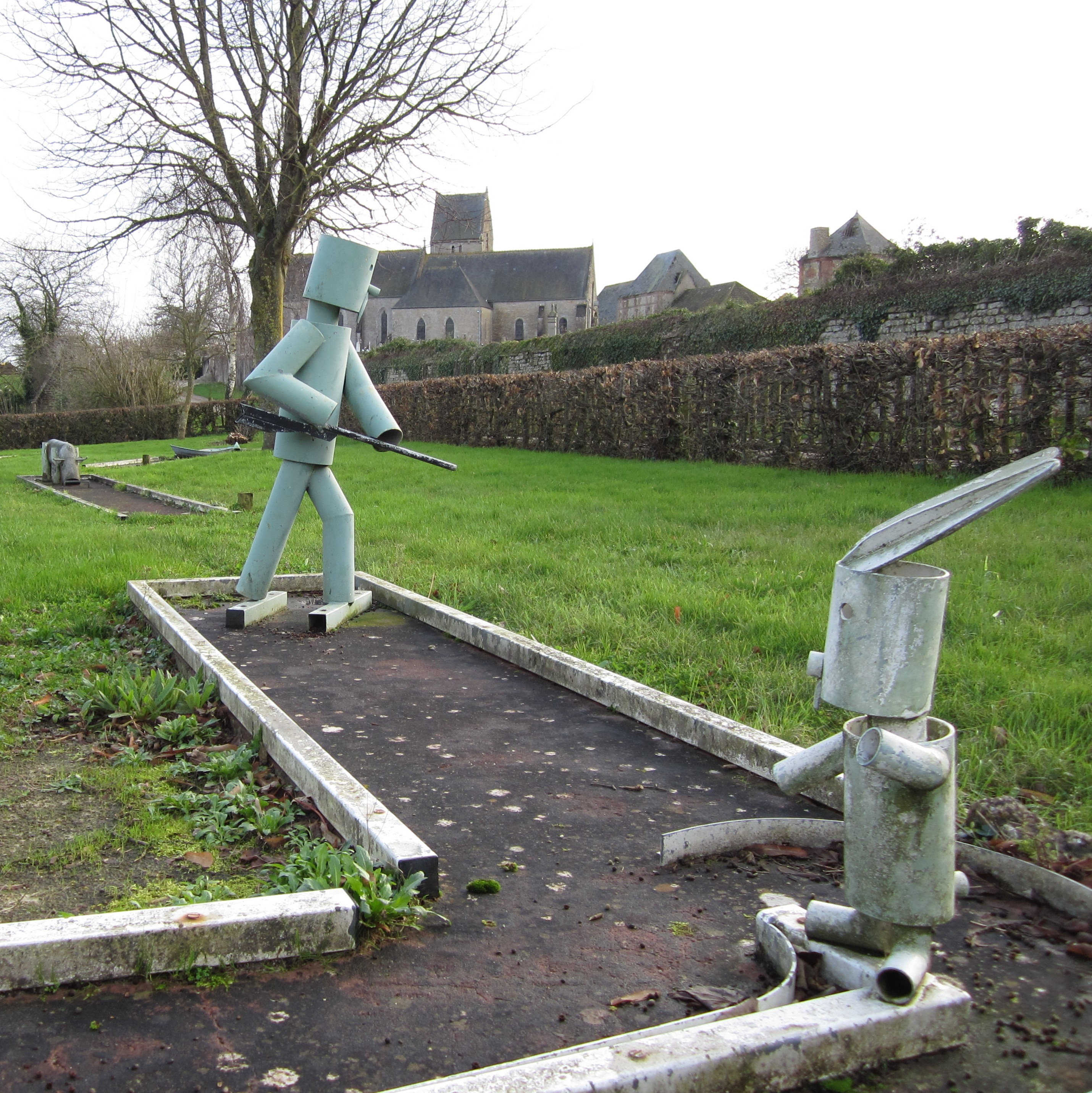
L'ancien minigolf.

## Culture locale et patrimoine

### Lieux et monuments

#### Patrimoine religieux
- Église gothique Saint-Gilles ou Notre-Dame de l'Assomption, avec son cimetière des XIIe, XVe – XVIIIe siècles. L'église est cruciforme, les murs sont garnis de modillons des XIe et XIIe siècles. Elle est sous le vocable de Notre-Dame de l'abbaye de Blanchelande qui en a le patronage depuis sa donation par l'évêque de Coutances, Richard de Bohon. À l'entrée du chœur préside l'arche de la gloire. Un poêle monumental est notamment à voir. À l'intérieur une plaque de schiste (1578) scellée dans le mur du chœur porte une épitaphe gravée avec dans les angles des armoiries, d'alliances de la famille Scelles : de gueules à trois boucles d'or, représentées en mi-parti[32] : Madeleine Vauquelin : d'azur au sautoir engrelé d'argent cantonné de quatre croissants d'or, épouse de Jean Scelles (mort en 1556) ; Catherine Le Sauvage : d'azur au tronc de chêne d'argent à trois chicots, 2 à droite et 1 à gauche, accompagné en chef de deux glands, le fruit d'argent et l'écorce d'or, et en pointe de deux feuilles d'argent, épouse de Foulques Scelles (1554-1578), fils de Jean ; une du Saussay : d'hermine au sautoir de gueules, épouse de Robert Scelles, mort en 1576, fils de Jean[33]. L'édifice abrite également un retable des douze Apôtres du XVe et un ciboire des malades du XVIIIe classés en 1980 au titre objet aux monuments historiques[34] et une verrière des XIXe-XXe. Le maître-autel dans son ensemble a été inscrit au titre objet en 1979, ainsi que de chaque côté, deux statues d'anges adorateurs. On trouve également différentes statues inscrites au titre objet en 1983.
- La Vierge Noire, statue noire le long du front de mer. Une célébration religieuse a lieu autour.

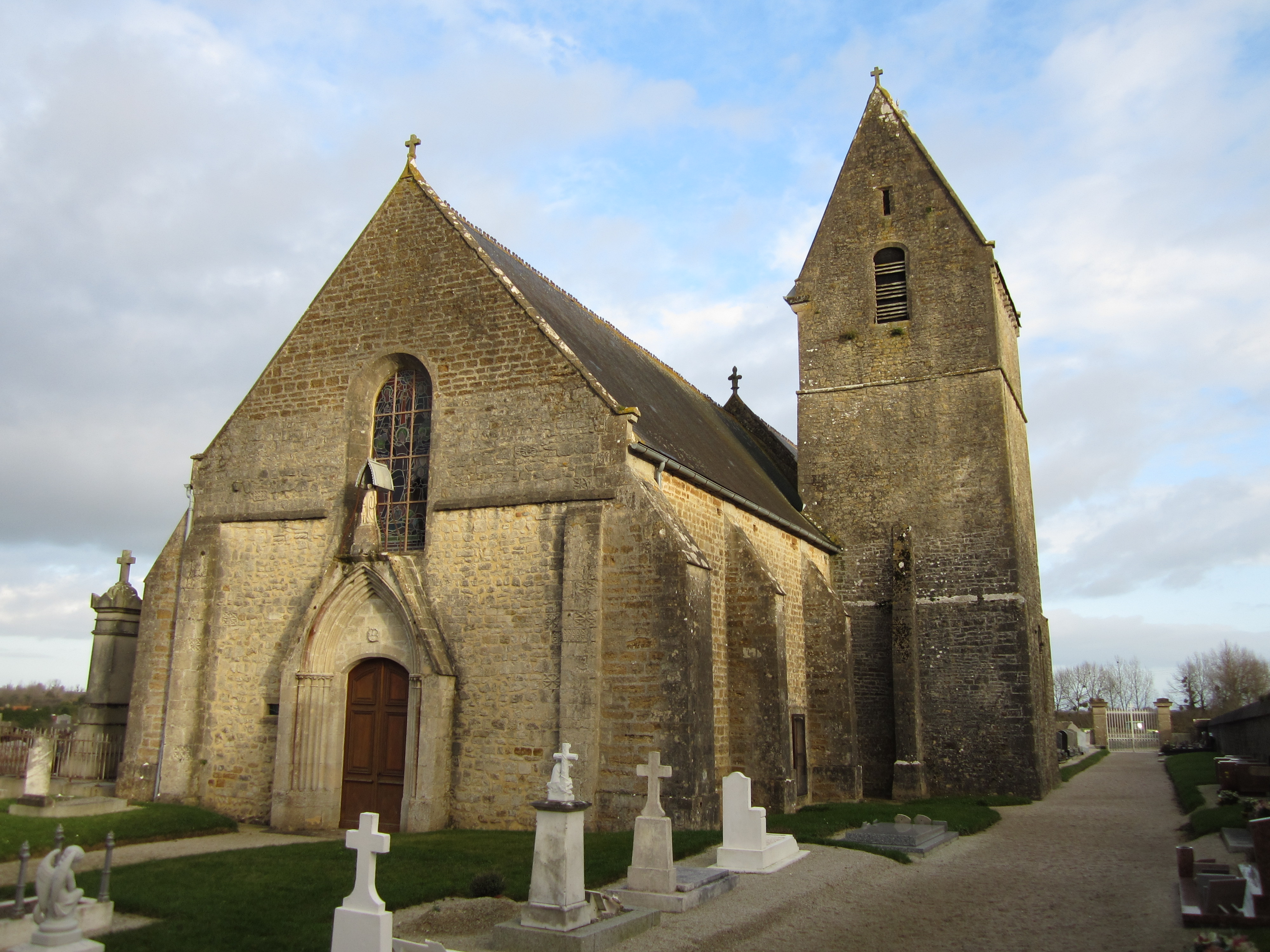
L'église Saint-Gilles.
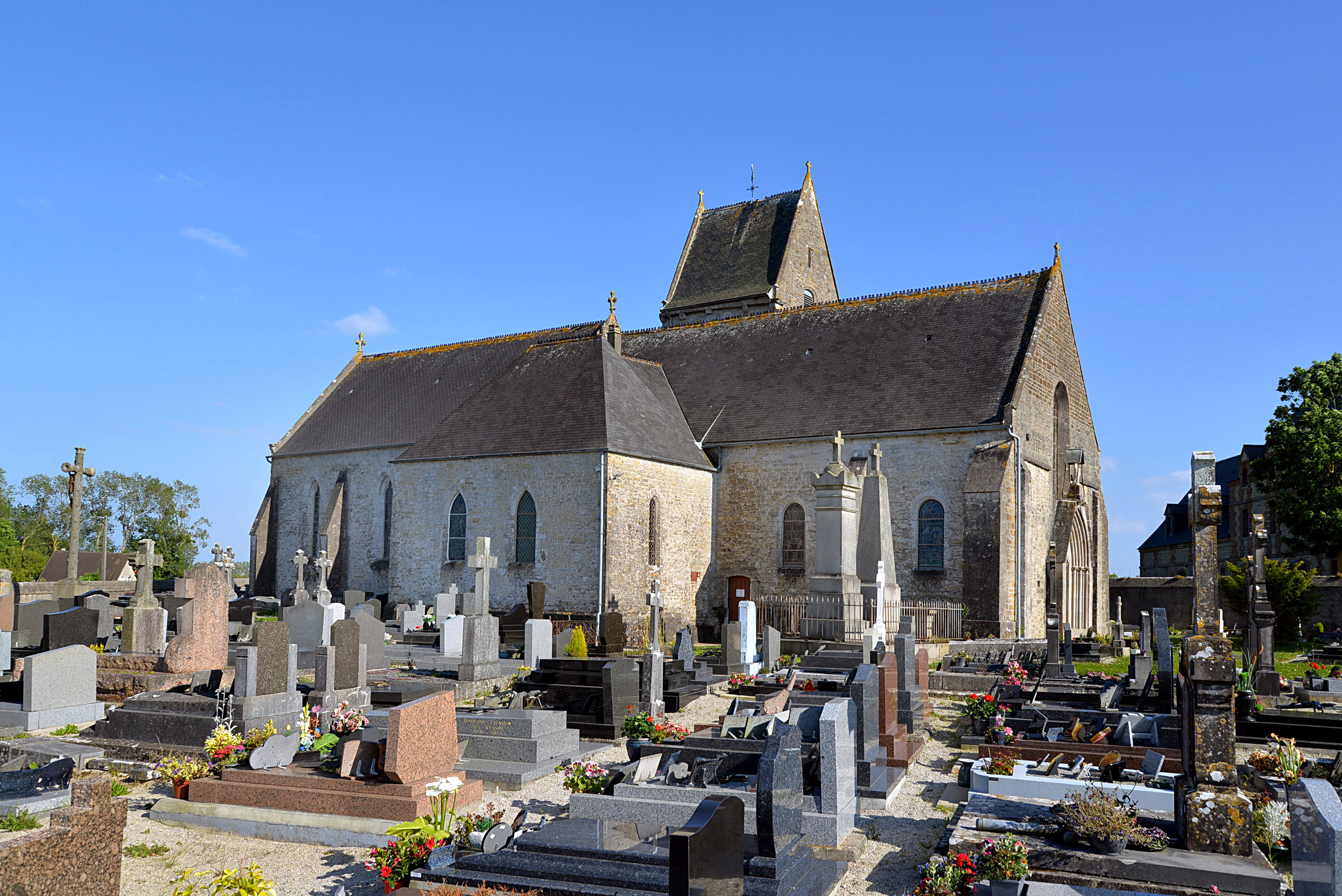
L'église Saint-Gilles.
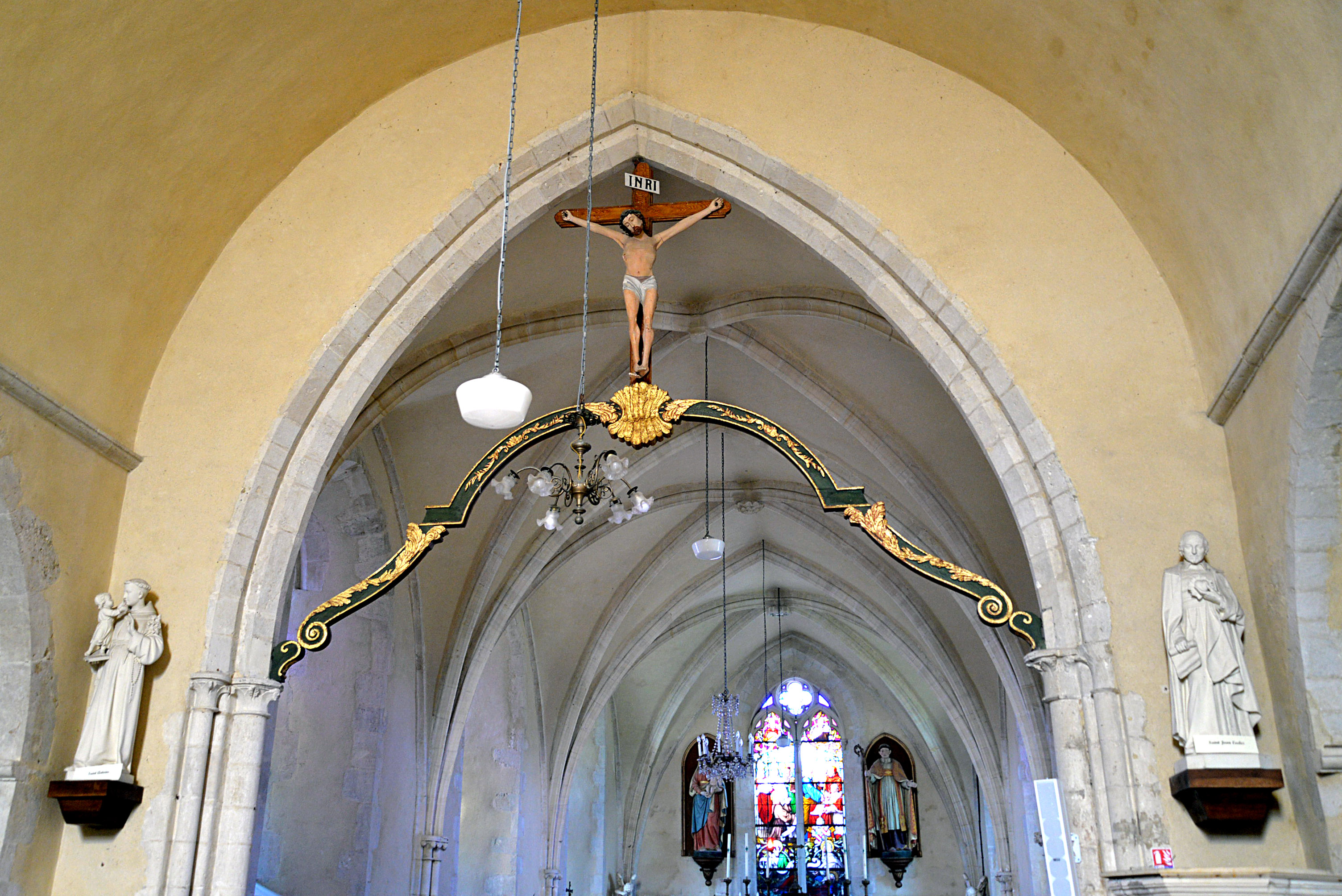
L'arche de gloire de l'église.
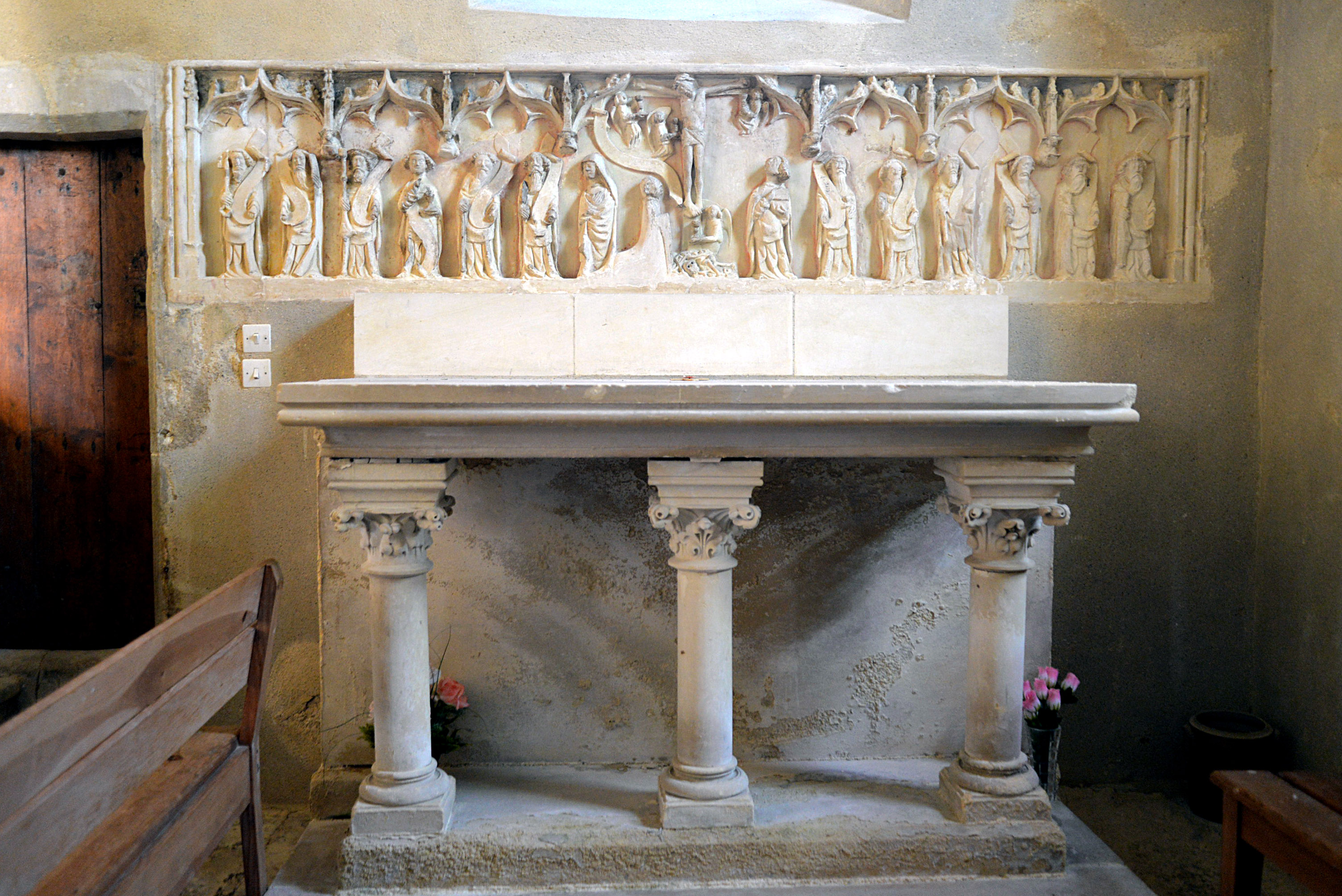
Le retable des douze apôtres.
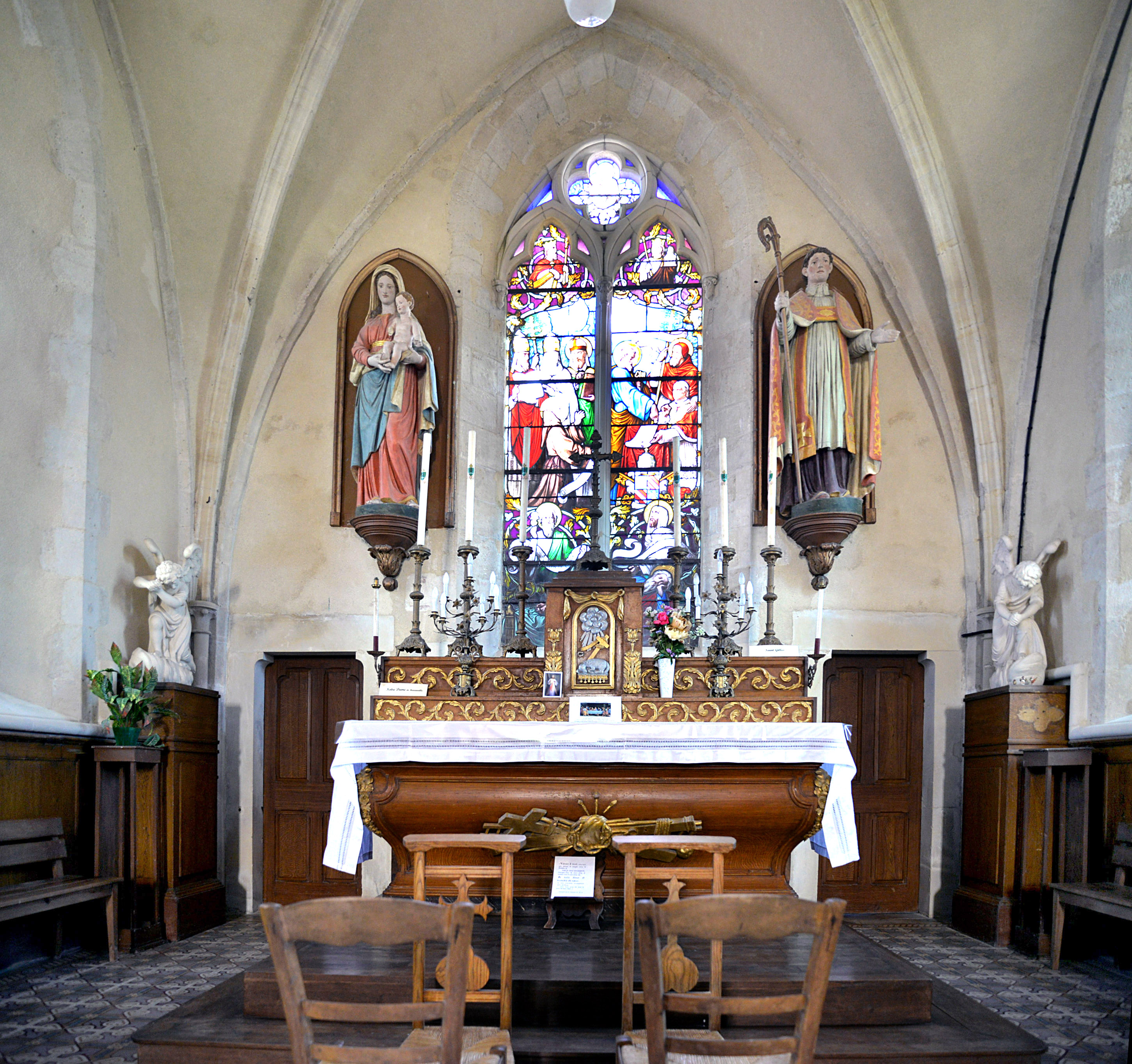
La verrière et le maître-retable de l'église.
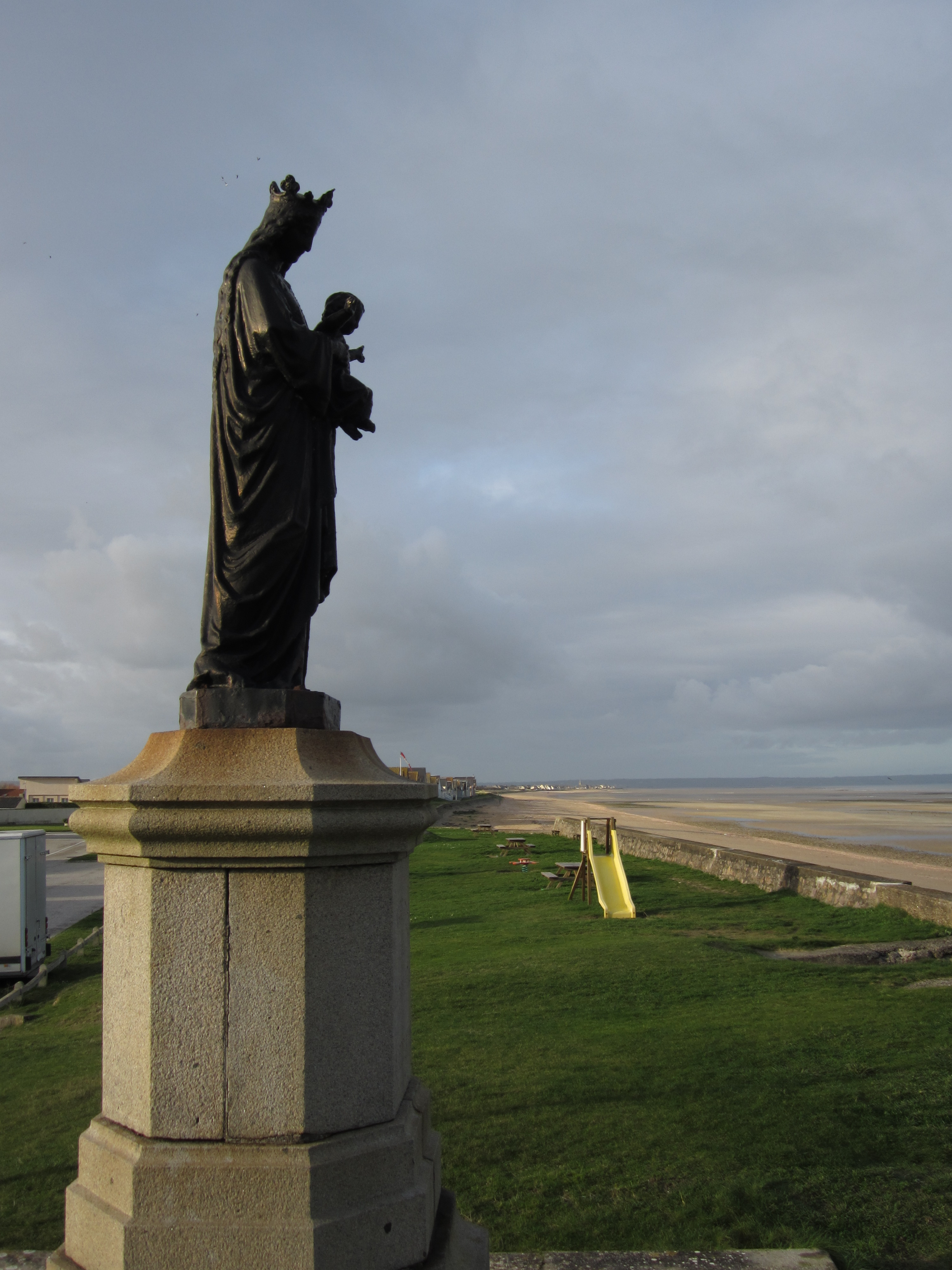
La Vierge Noire.

#### Patrimoine civil
- Château de Ravenoville du XVIIe siècle près de l'église. Inhabité depuis le XXe siècle, en partie détruit en 1944, il fut rasé en 1955. Il en subsiste les communs, style début XVIIe siècle, avec au centre un pavillon surélevé, voisinant avec un colombier, de forme octogonale, inscrits à l'IGPC[35]. Le mariage de la blancheur de la pierre calcaire et des parements en brique rouge sont du plus bel effet. Le château avait une façade classique, avec un avant-corps central et à chacune de ses extrémités un pavillon. Ses combles, sous un toit à la Mansart s'éclairaient par des lucarnes[36].

Le château a servi aux réfugiés belges de la guerre 14-18, puis aux Allemands pendant l'occupation.
- Fort de Ravenoville des XVIIe – XIXe siècles, bâti sur une ancienne redoute carrée en maçonnerie datant de 1689, l'une des quinze édifiées sur la côte est du Cotentin. L'enceinte ainsi que l'ancien corps de garde intérieur ont été profondément modifiés. La redoute, y compris ses fossés, à l'exception du bâtiment à l'intérieur est inscrite au titre des monuments historiques par arrêté du 14 septembre 1992 et à l'IGPC[37].
- Manoir-ferme de Surville des XVIe – XIXe siècles[38], défendu par des douves. Il comprend une belle porte double, encore avec son heurtoir, ainsi qu'une belle tour carrée avec échauguette.
- Pêcheries.
- Ferme de Portbail des XVIe – XIXe siècles.
- Ferme du Mesnil des XVIIe – XXe siècles, entièrement restaurée.
- Manoir de Cibrantot des XVIIIe – XIXe siècles, possession au XVIIe siècle de Louis Berryer[39].
- Lavoir de la Fontaine.

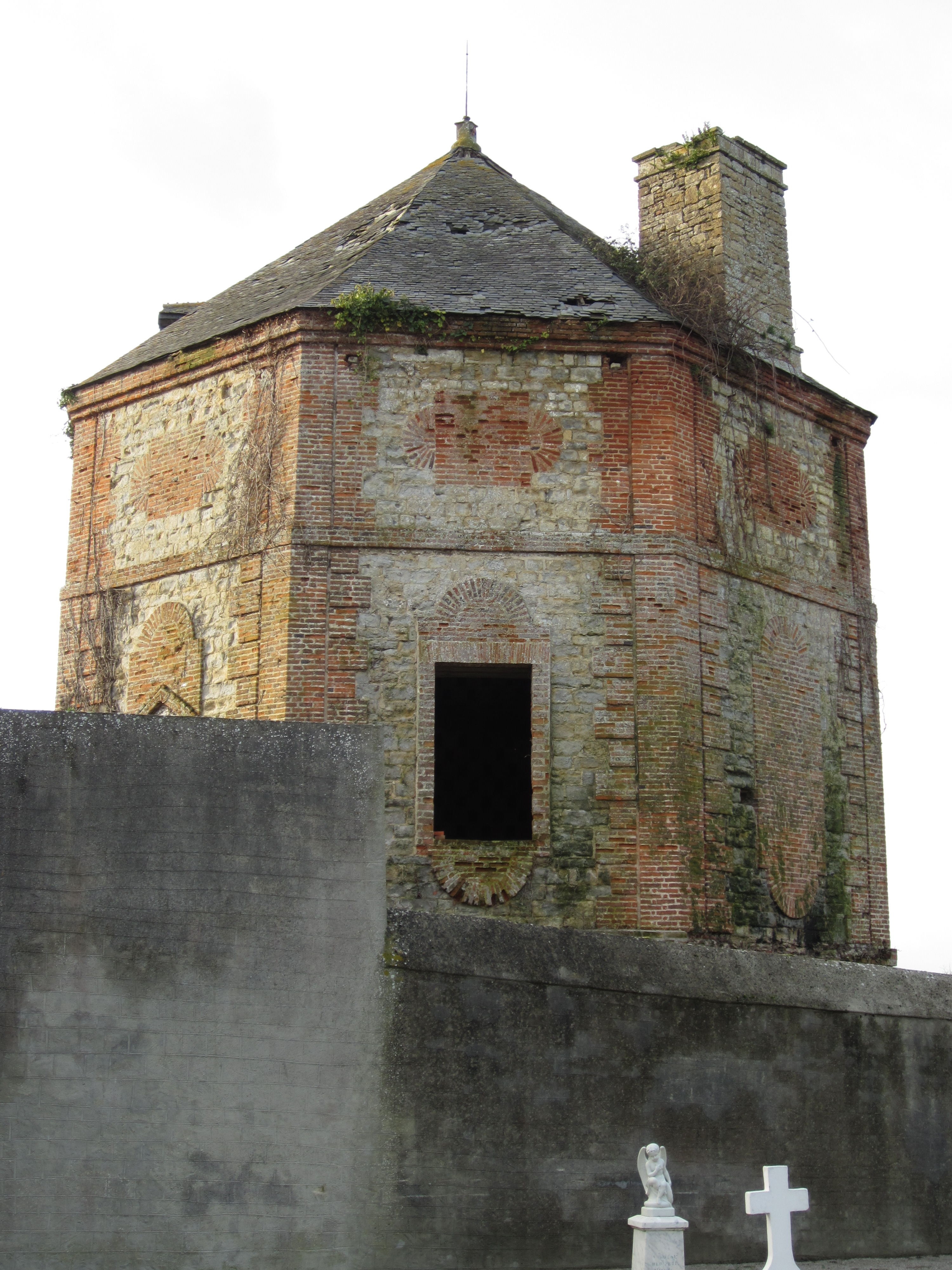
Le colombier voisinant avec les communs du château.
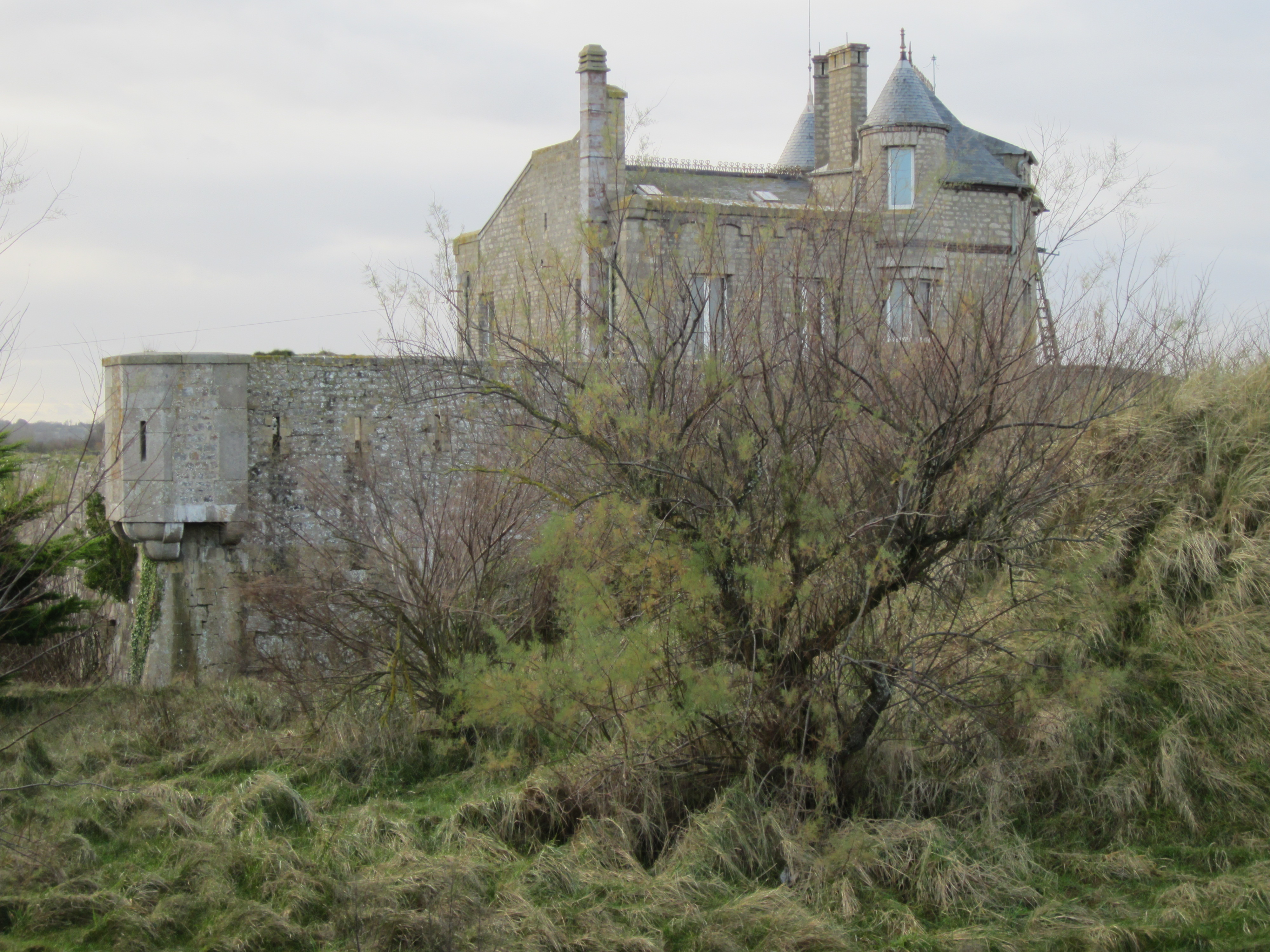
Le fort de Ravenoville.
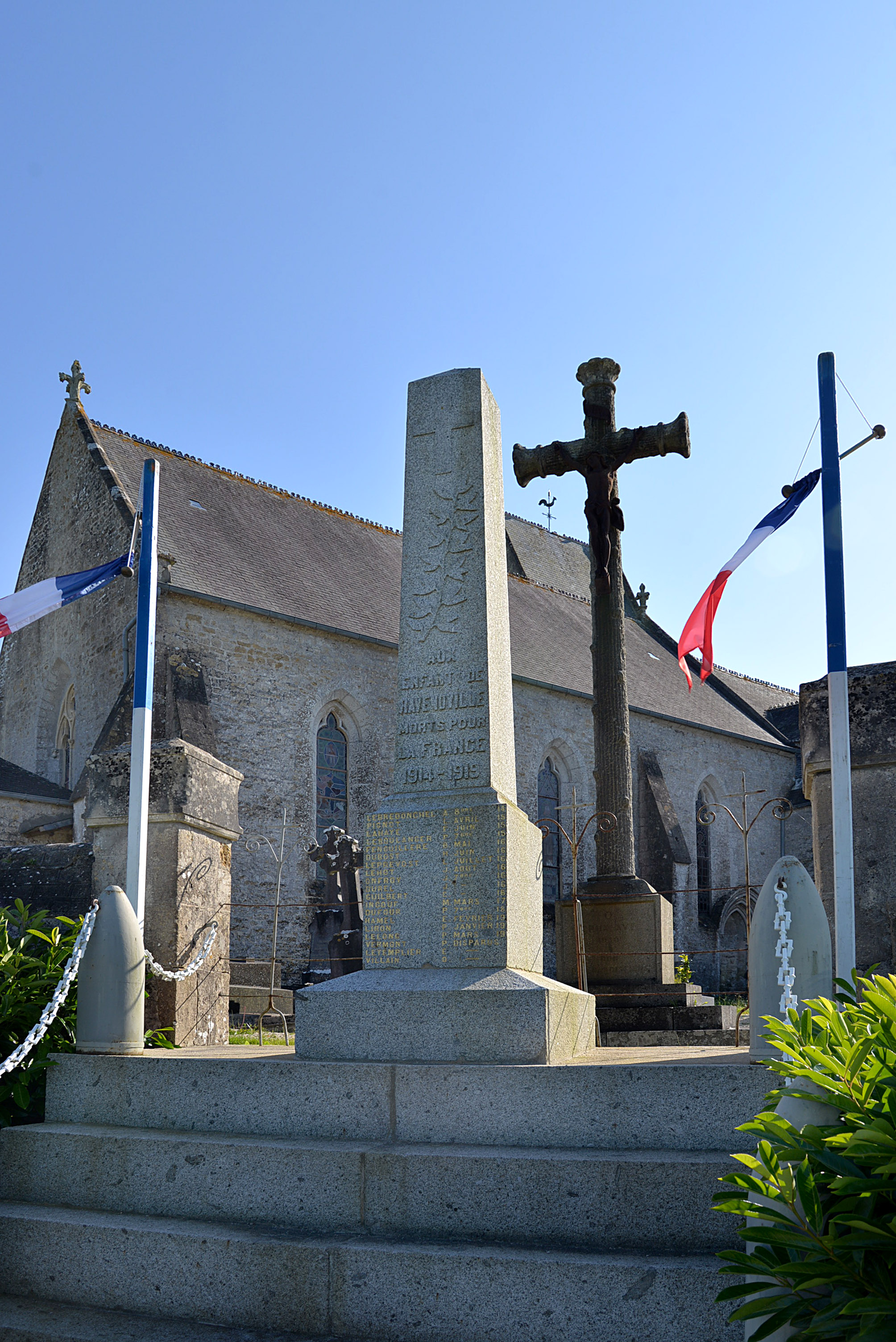
Le monument aux morts.

### Personnalités liées à la commune
- Robert Blondel (1390-1461), poète historien et moraliste normand.
- Marcel Tirel (1930-1995), boxeur.